# HMS Shark (1912)
Pour les autres navires du même nom, voir HMS Shark.
Le HMS Shark est un destroyer de classe K construit au Royaume-Uni pour la Royal Navy en 1912. Rejoignant la Grand Fleet au début de la Première Guerre mondiale, il est coulé le 31 mai 1916, lors de la bataille du Jutland.